# Сент-Джордж (форт)

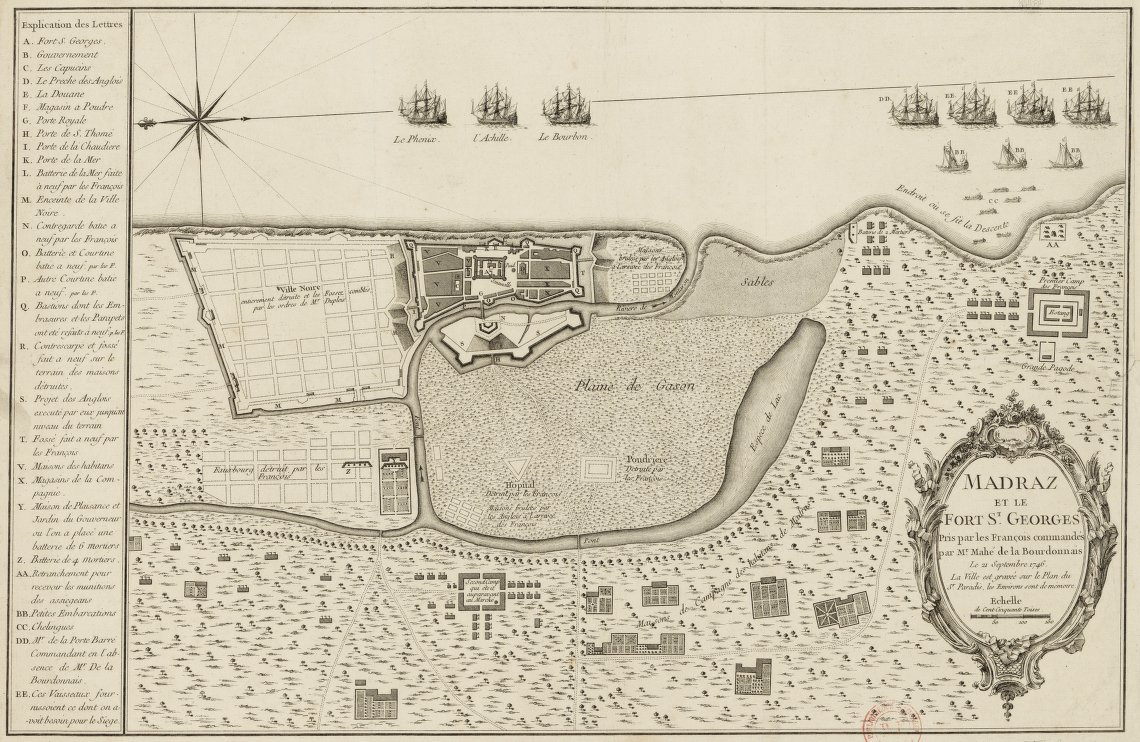
План форта Сент-Джордж, составленный во время французской оккупации 1746—1749 годов

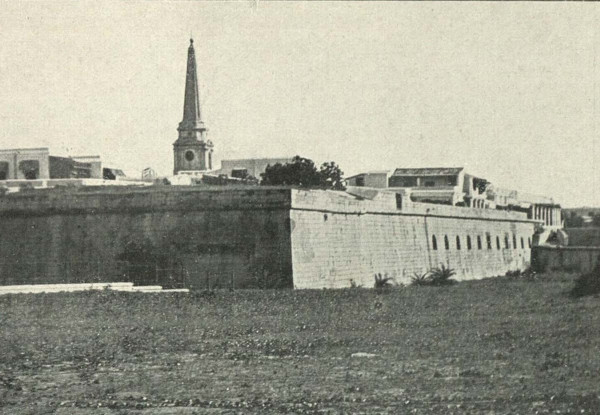
Угол форта Сент-Джордж с видом собора (1905)

Форт Сент-Джордж (англ. Fort St. Georg) — первая английская (позднее — британская) крепость в Индии. Основан в 1644 году, в настоящее время располагается в Ченнаи. Строительство форта послужило толчком для торговли и дальнейшего заселения местности, которая изначально была необитаемой. Можно говорить, что город вырос вокруг крепости. В настоящее время в форте находится Законодательное собрание штата Тамилнад и другие официальных учреждения. Форт является одним из 163 охраняемых памятников штата Тамилнад.

## История

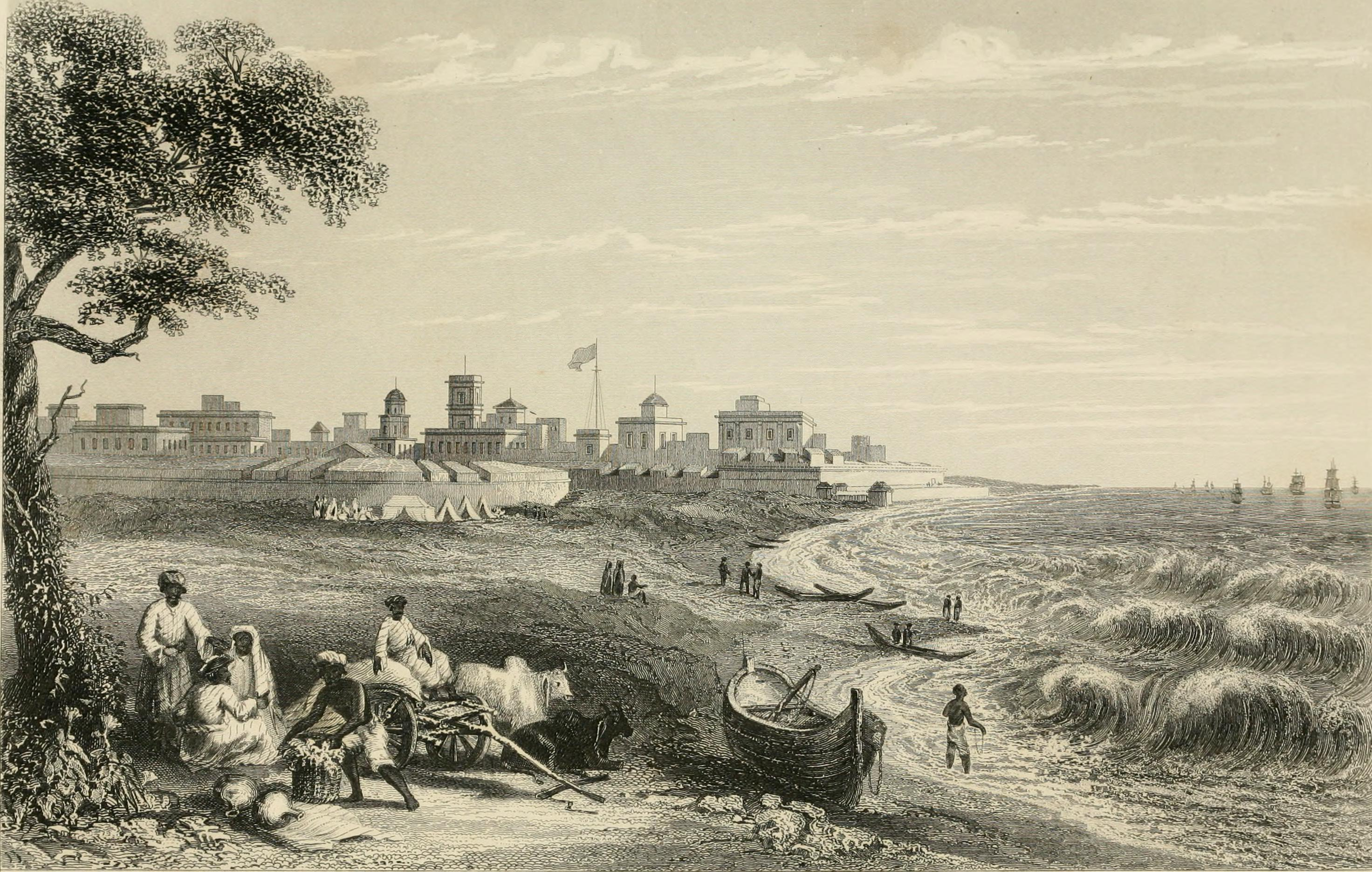
Форт Сент-Джордж в 1858 году

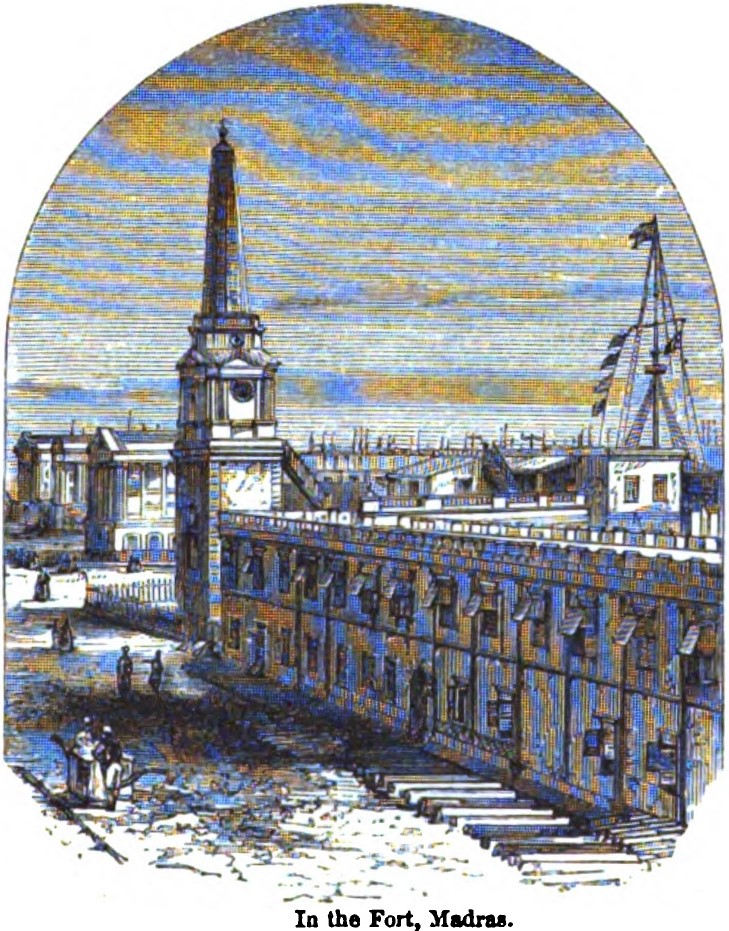
В форте, Мадрас (Маклауд, с. 124, 1871)

Британская Ост-Индская компания появилась в Индии около 1600 года и начала лицензионную торговлю в Сурате, который стал её первым опорным пунктом. Чтобы обезопасить торговые маршруты и защитить коммерческие интересы в торговле специями, компания видела необходимость в создании порта ближе к Малаккскому проливу. Ей удалось приобрести участок побережья, первоначально получивший название Ченнираярпаттинам или Чаннапатнам по имени правителя Виджаянагара Дамерла Ченнаппа Наяка, владевшего Чандрагири. Компания начала строительство гавани и форта, последний был завершен 23 апреля 1644 и обошёлся в £3000. Окончание строительства совпало с Днём святого Георгия, отмечаемого в честь покровителя Англии, что и определило название новой крепости. Форт вскоре стал центром торговли, вокруг него образовалось поселение, получившее название Джорджтаун (исторически форт и город называли Белый город и Чёрный город соответственно). Разрастаясь, поселение включило в свой состав близлежащие деревни и превратилось в город Мадрас. Форт позволил англичанам распространить влияние на Карнатик и сдерживать царей Аркота и Шрирангапатнама, а также противостоять французским войскам, базировавшимся на юге в Пондишери. В 1665 году, после того как Британская Ост-Индская компания получила известие о формировании новой Французской Ост-Индской компании, крепость была укреплена и расширена, а её гарнизон увеличен.
Форт представляет собой крепость со стенами высотой 6 м. В XVIII веке он выдержал несколько нападений. С 1746 по 1749 год им владели французы, но по Ахенскому миру, положившему конец Войне за австрийское наследство, был возвращён Великобритании.
В настоящее время в зданиях форта находится законодательное собрание штата, здесь по-прежнему располагается военный гарнизон. Он является перевалочным пунктом для войск, следующих в Южную Индию и на Андаманские острова. Музей форта является хранилищем реликвий Британской Индии, в том числе портретов многих губернаторов Мадраса. Форт поддерживается Археологическим управлением Индии и является памятником истории

### Церковь
Церковь святой Марии — старейшая англиканская церковь в Индии. Храм был построен между 1678 и 1680 по приказу тогдашнего представителя Британской Ост-Индской компании в Мадрасе Стрейншема Мастера. Могилы англичан на церковном кладбище — старейшие в Индии. В этом храме были заключены браки генерала Роберта Клайва и губернатора Элайху Йеля, который впоследствии стал первым меценатом, пожертвовавшим деньги Йельскому университету в США.

### Музей

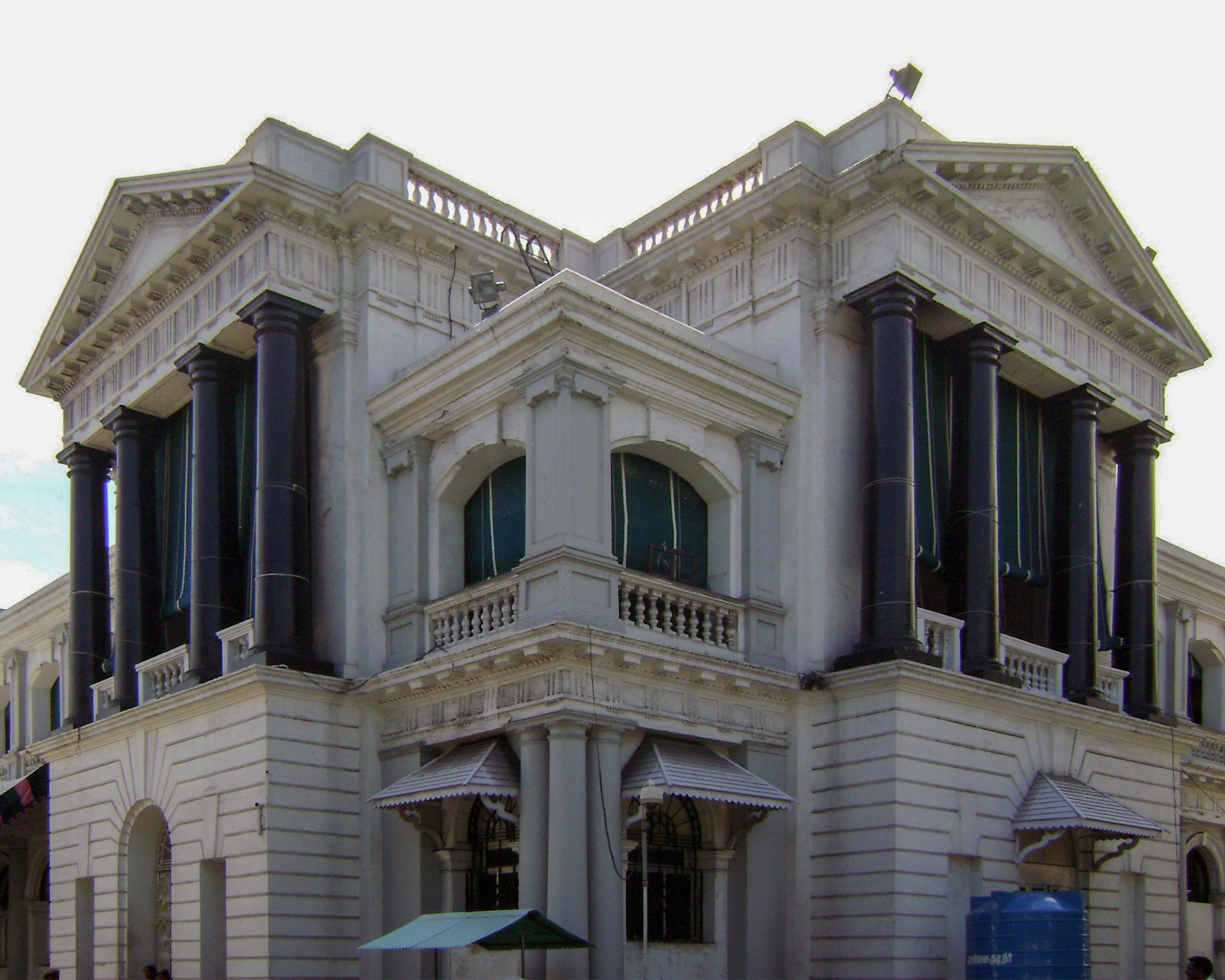
Главное здание

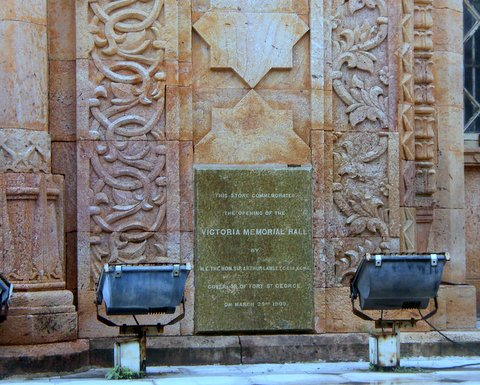
Мемориальный зал Виктории

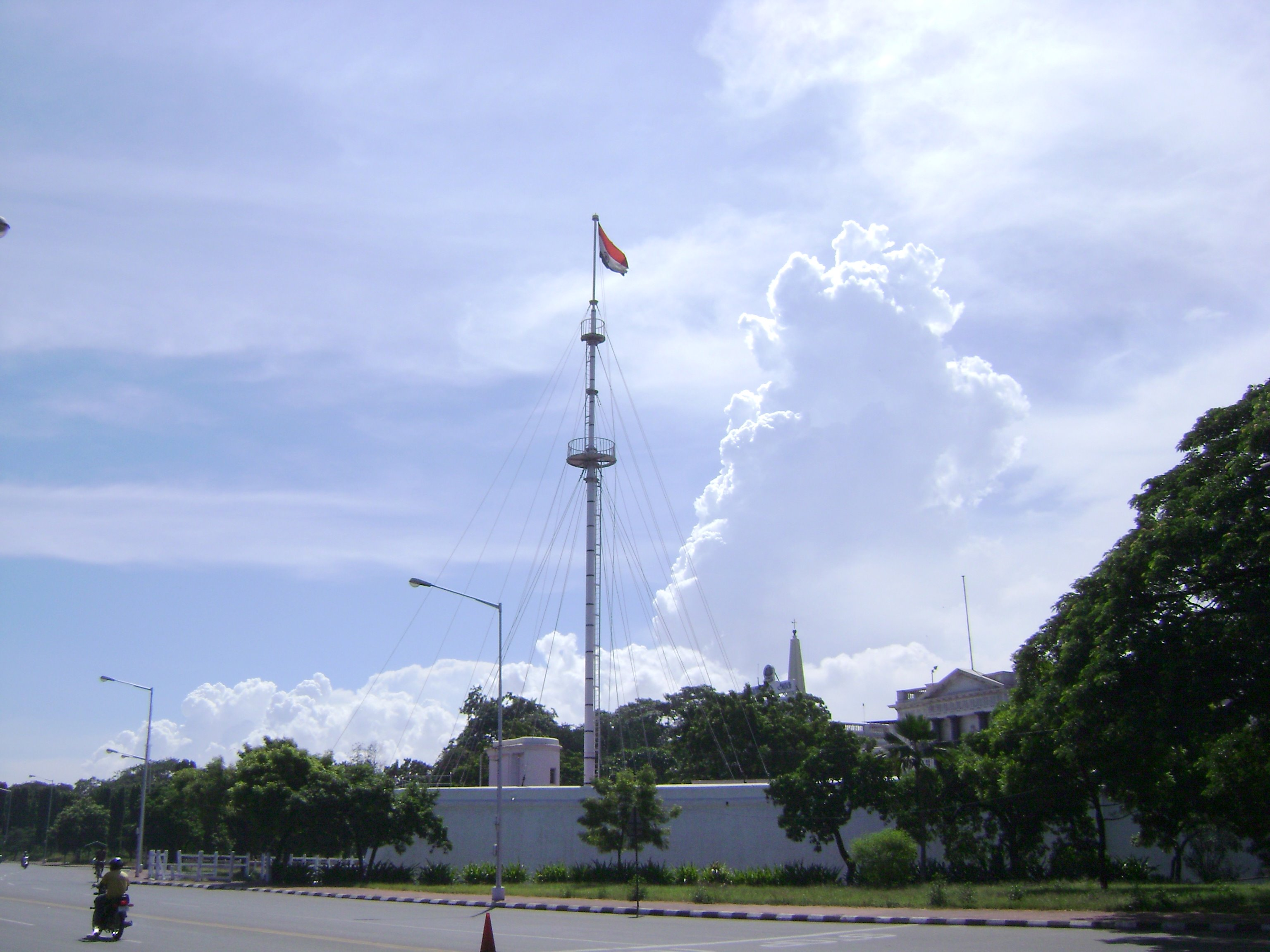
Флагшток форта Сент-Джордж

В музее форта хранится большое число экспонатов периода английского, а затем британского, правления. Здание, в котором располагается музей, построено в 1795 году. Ранее в нём размещалась канцелярия Банка Мадраса. Холл верхнего этажа служил местом публичных собраний, лотерей и развлекательных мероприятий. В экспозиции представлены оружие, монеты, медали, униформа и другие артефакты из Англии, Шотландии, Франции и Индии колониального периода. Среди документов имеются оригиналы писем Клайва и Корнуоллиса. Наиболее запоминающимся экспонатом является большая статуя лорда Корнуоллиса.
Национальный флаг Индии был разработан Пингали Венкайей и принят в своем нынешнем виде во время заседания Учредительного собрания, состоявшегося 22 июля 1947 года, за несколько дней до провозглашения независимости Индии от Великобритании 15 августа 1947 года. Первый в истории флаг, взвившийся над независимым государством, хранится на третьем этаже музея. Он доступен для осмотра публикой, но трогать или фотографировать его запрещено.
Музей упоминается в романе «Музей невинности» нобелевского лауреата Орхана Памука.

### Дом Уэлсли
На первом этаже здания, названного в честь Ричарда Уэлсли, генерал-губернатора Индии и брата герцога Веллингтона, находится банкетный зал, в котором выставлены портреты губернатора форта и других высокопоставленных чиновников. Пушки Типу Султана украшают валы вокруг дома. На входе у лестницы установлена 4,5-метровая статуя, на постаменте которой изображена сцена передачи в заложники сыновей Типу Султана. Статуя создана Чарльзом Банком в Англии и затем доставлена в Индию.
В 1980 году дом пострадал от сильных дождей и по состоянию на 2015 год был полуразрушен.

### Флагшток
Флагшток форта является одним из самых высоких в Индии. Он изготовлен из тика и имеет высоту 46 м

## Namakkal Kavingyar Maaligai
Namakkal Kavingyar Maaligai — 10-этажное здание на территории форта, где располагается секретариат штата. Между 2012 и 2014 годами здание было отреставрировано за 280 млн рупий, была заменена электропроводка и создана современная система централизованного кондиционирования.

### В последние годы
Комплекс находится в ведении Министерства обороны. Непосредственно в трёхэтажном здании форта находятся офисы главного министра и других министров, главного секретаря, министерство внутренних дел, казначейство и другие службы. Остальные офисы расположены в 10-этажном здании Namakkal Kavingyar Maaligai.
Так как в форте располагаются административные учреждения штата, доступ публики частично ограничен. Вход в главное здание и секретариат разрешён только государственным чиновникам и полиции. В 2010 году законодательное собрание и секретариат переехали на новое место, а здания были переданы библиотеке Центрального института классической тамильской литературы. В 2011 году, после очередных выборов и возвращения к власти Джаярамжей Джаялалиты, законодательное собрание и секретариат вернулись в форт Сент-Джордж.

## Внешние ссылки
- Изображения форта Сент-Джордж
- Исторические фотографии из журнала India Illustrated в библиотеке Хьюстонского университета